# Catena Sumner
La Catena Sumner è una struttura geologica della superficie della Luna.